# دوال متعامدة
في الرياضيات، تنتمي الدوال المتعامدة إلى الفضاء الدالي الذي هو فضاء متجهي مجهز بصيغة ثنائية الخطية [الإنجليزية]. عندما يكون للفضاء الدالي فترة مثل المجال، فقد تكون الصيغة الثنائية الخطية تكاملًا لجداء الدوال على الفترة:
{\displaystyle \langle f,g\rangle =\int {\overline {f(x)}}g(x)\,dx}
الدالتان {\displaystyle f} و {\displaystyle g} متعامدتان عندما يكون هذا التكامل يساوي الصفر، أي {\displaystyle \langle f,\,g\rangle =0} حيث {\displaystyle f\neq g}. كما هو الحال مع أساس المتجهات في فضاء منتهي الأبعاد، يمكن للدوال المتعامدة أن تشكل أساسًا لانهائيًا للفضاء الدالي. من الناحية النظرية، التكامل المذكور أعلاه هو ما يكافئ الجداء السلمي للمتجهان؛ يكون المتجهان مستقلين بشكل متبادل (متعامدين) إذا كان جدائهما السلمي يساوي الصفر.
نفترض أن {\displaystyle \{f_{0},f_{1},\ldots \}} متتالية من الدوال المتعامدة ذات نظائم L 2 غير الصفرية{\textstyle \left\|f_{n}\right\|_{2}={\sqrt {\langle f_{n},f_{n}\rangle }}=\left(\int f_{n}^{2}\ dx\right)^{\frac {1}{2}}}. ويترتب على ذلك المتتالية{\displaystyle \left\{f_{n}/\left\|f_{n}\right\|_{2}\right\}} هي من الدوال ذات النظيم L 2، وتشكل متتاليةً متعامدةً مُنَظَّمةً. للحصول على نظيم L 2 معرّف، يجب أن يكون التكامل محدودًا، مما يقيد الدوال بحيث تكون قابلة للتكامل تربيعيًا.